# Little Baby Nothing
"Little Baby Nothing" é uma canção da banda britânica de rock Manic Street Preachers, lançada em novembro de 1992 como o sexto e último single do álbum Generation Terrorists, lançado no mesmo ano.
Com influências do rock alternativo, glam rock e do soft rock, trata sobre o abuso sexual de uma mulher e trouxe a participação da cantora e ex-atriz pornô Traci Lords nos vocais. O single alcançou a 29ª posição nas paradas britânicas.

## Faixas

### CD1
1. "Little Baby Nothing" (7" Version)
2. "Never Want Again"
3. "Dead Yankee Drawl"
4. "Suicide Alley"

### CD2
1. "Little Baby Nothing" (7" Version)
2. "R.P. Mcmurphy" (live at Club Citta, Kawasaki, 13th May 1992)
3. "Tennessee" (live at Club Citta, Kawasaki, 13th May 1992)
4. "You Love Us" (live at Club Citta, Kawasaki, 13th May 1992)

### 7" / MC
1. "Little Baby Nothing" (7" Version)
2. "Never Want Again"
3. "Suicide Alley"

## Ficha técnica
- James Dean Bradfield - vocais, guitarra
- Nicky Wire - baixo
- Sean Moore - bateria
- Richey Edwards - guitarra base